# Wojciech Nowicki
Wojciech Nowicki (Białystok, 22. veljače 1989.) − poljski atletičar u disciplini bacanje kladiva, osvajač zlatne medalje na OI 2020. i brončane medalje na Olimpijskim igrama u Rio de Janeiro 2016.
Natjecao se za atletski klub Podlasie iz Białystoka.

## Vanjske poveznice
- IAAF-ov profil

|  | Zajednički poslužitelj ima još gradiva o temi Wojciech Nowicki |